# Mulartshütte
Mulartshütte es una de las pedanías (Ortsteil) incluidas dentro del municipio (Gemeinde) de Roetgen, en el oeste de Alemania, dentro del estado federado de Renania del Norte-Westfalia. Está situada al sureste de Aquisgrán, en la región natural de Eifel.

## Historia

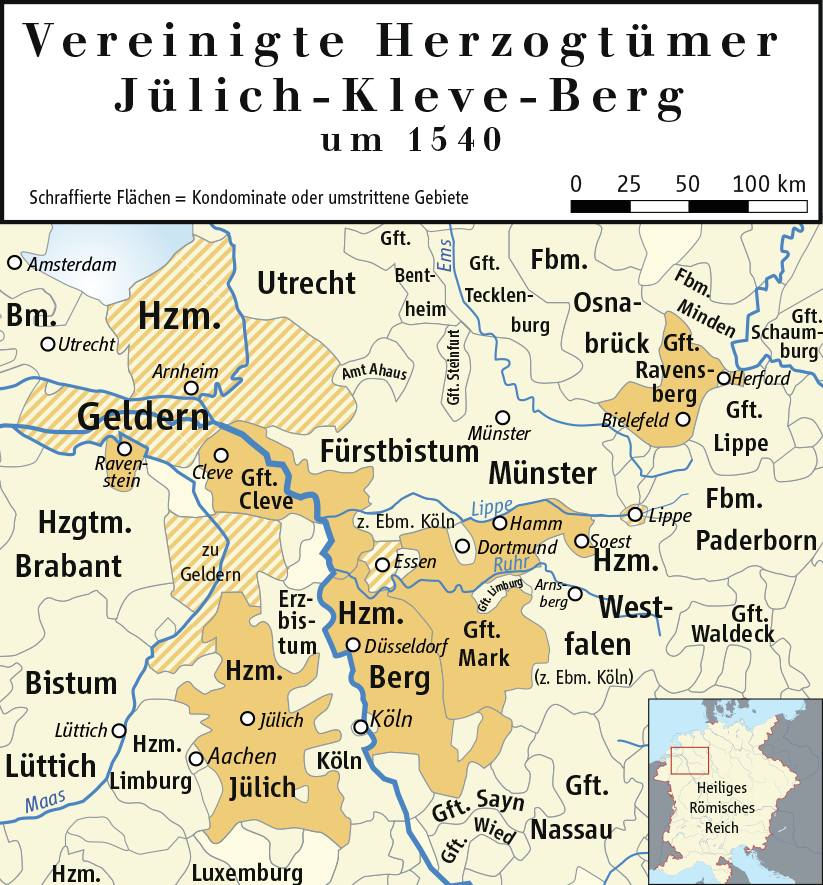
Mulartshütte formó parte del ducado de Jülich, uno de los componentes de Sacro Imperio Romano Germánico.

Los orígenes de Mulartshütte están ligados a la minería del hierro practicable en las vetas existentes junto a ella. En tiempos romanos ya se extraía este mineral y se considera que existía una población relacionada con esta actividad. Las primeras menciones escritas sobre la localidad proceden de finales del siglo siglo XV y principios del siglo XVI y fueron redactadas para establecer normas sobre el derecho hereditario en la comarca así como el uso de los bosques.
Junto a las poblaciones vecinas, estaba incluida en el territorio del ducado de Jülich. A partir de 1801 el área hasta el Rin fue ocupada por el ejército francés y quedó anexionada a este país. Debido a que Mulartshütte carecía de iglesia propia, fue unida administrativamente a la vecina Rott. Posteriormente se construyó una iglesia que fue destruida por el fuego en 1833 y reconstruida en 1836 con un estilo neoclásico. En esas décadas iniciales del siglo XIX se fue abandonando la minería del hierro que había sido la actividad principal durante los tres siglos anteriores.
Tras las derrota final de Napoleón, el territorio renano fue anexionado a Prusia. En 1816 se realizó una nueva configuración administrativa de la zona y Mulartshütte quedó incluida  en un mismo municipio junto a las vecinas Zweifall y Lammersdorf. La última fue separada en 1850 y las dos remanentes fueron administradas desde 1877 por la vecina Roetgen. En 1972 Zweifall también se asignó a otro municipio y Mulartshütte permaneció unida a Roeten hasta la actualidad.

## Territorio
El territorio de Mulartshütte abarca una superficie de 221 ha. El casco urbano, en sí, ocupa unas 20 ha. El área cultivada es pequeña: 37 ha (17 %) y el bosque, con 154 ha, ocupa la mayor parte del término (70 %). El arroyo Vichtbach atraviesa la población. El término de Roetgen, del que forma parte Mulartshütte, limita con los siguientes municipios:
| Noroeste: Aquisgrán        | Norte: Stolberg | Noreste: Stolberg |
| Oeste: Aquisgrán y Bélgica |                 | Este: Simmerath   |
| Suroeste Bélgica           | Sur: Bélgica    | Sureste: Bélgica  |

La densidad de población en Mulartshütte es ligeramente inferior al resto de Alemania: 212 habitantes/km² frente a 230 hab/km². El casco urbano tiene 151 viviendas,  principalmente de casas unifamiliares y adosadas. El porcentaje de viviendas en edificios con más de tres unidades es bajo, solo del 5 %.
La localidad está situada en la región de Eifel donde, debido a su altitud, rige un clima continental dentro del área de clima oceánico del noroeste de Europa. Está caracterizado por una mayor oscilación térmica anual así como nieves y heladas durante el invierno. Los valores climáticos medios de la estación meteorológica de Aquisgrán situada a 18 km son los siguientes:
| Parámetros climáticos promedio de estación de Aquisgrán    | Parámetros climáticos promedio de estación de Aquisgrán | Parámetros climáticos promedio de estación de Aquisgrán | Parámetros climáticos promedio de estación de Aquisgrán | Parámetros climáticos promedio de estación de Aquisgrán | Parámetros climáticos promedio de estación de Aquisgrán | Parámetros climáticos promedio de estación de Aquisgrán | Parámetros climáticos promedio de estación de Aquisgrán | Parámetros climáticos promedio de estación de Aquisgrán | Parámetros climáticos promedio de estación de Aquisgrán | Parámetros climáticos promedio de estación de Aquisgrán | Parámetros climáticos promedio de estación de Aquisgrán | Parámetros climáticos promedio de estación de Aquisgrán | Parámetros climáticos promedio de estación de Aquisgrán |
| Mes                                                        | Ene.                                                    | Feb.                                                    | Mar.                                                    | Abr.                                                    | May.                                                    | Jun.                                                    | Jul.                                                    | Ago.                                                    | Sep.                                                    | Oct.                                                    | Nov.                                                    | Dic.                                                    | Anual                                                   |
| ---------------------------------------------------------- | ------------------------------------------------------- | ------------------------------------------------------- | ------------------------------------------------------- | ------------------------------------------------------- | ------------------------------------------------------- | ------------------------------------------------------- | ------------------------------------------------------- | ------------------------------------------------------- | ------------------------------------------------------- | ------------------------------------------------------- | ------------------------------------------------------- | ------------------------------------------------------- | ------------------------------------------------------- |
| Temp. máx. media (°C)                                      | 4.6                                                     | 5.7                                                     | 8.9                                                     | 12.7                                                    | 17.3                                                    | 20.1                                                    | 21.9                                                    | 21.9                                                    | 18.9                                                    | 14.7                                                    | 8.7                                                     | 5.5                                                     | 13.4                                                    |
| Temp. mín. media (°C)                                      | 0.1                                                     | 0.2                                                     | 2.4                                                     | 4.6                                                     | 8.5                                                     | 11.4                                                    | 13.1                                                    | 13.1                                                    | 10.9                                                    | 7.8                                                     | 3.6                                                     | 1.1                                                     | 6.4                                                     |
| Lluvias (mm)                                               | 62.2                                                    | 56.6                                                    | 66.4                                                    | 63.2                                                    | 74.9                                                    | 82.2                                                    | 79.8                                                    | 75.8                                                    | 59.2                                                    | 63                                                      | 71.9                                                    | 73.1                                                    | 828.3                                                   |
| Días de lluvias (≥ 1.0 mm)                                 | 13                                                      | 11                                                      | 12                                                      | 12                                                      | 12                                                      | 12                                                      | 11                                                      | 10                                                      | 9                                                       | 9                                                       | 12                                                      | 13                                                      | 136                                                     |
| Horas de sol                                               | 52.7                                                    | 72.8                                                    | 111.6                                                   | 144                                                     | 192.2                                                   | 183                                                     | 198.4                                                   | 189.1                                                   | 147                                                     | 120.9                                                   | 66                                                      | 46.5                                                    | 1533                                                    |
| Fuente: Wetterkontor (valores para el periodo 1961 a 1990) |                                                         |                                                         |                                                         |                                                         |                                                         |                                                         |                                                         |                                                         |                                                         |                                                         |                                                         |                                                         |                                                         |

## Población
| Hombres | Edad     | Mujeres |
| ------- | -------- | ------- |
| 3,95    | 75 y más | 4,90    |
| 5,28    | 65-75    | 6,06    |
| 6,81    | 55-65    | 6,74    |
| 9,15    | 45-55    | 8,63    |
| 6,25    | 35-45    | 7,19    |
| 3,89    | 25-35    | 4,36    |
| 6,15    | 15-25    | 5,29    |
| 7,57    | 0-15     | 7,76    |

En la localidad viven 469 personas de las cuales 230 son hombres y 239 mujeres. Habitualmente, 43 personas vienen a trabajar diariamente a Mulartshütte mientras 123 personas parten de la población para ejercer sus actividades en otras localidades.
Para el total del municipio de Roetgen, un 4 % de las personas son extranjeras, menor porcentaje que el 9 % que se da tanto en el total regional como en el nacional. Dentro del ámbito religioso, un 76 % de los habitantes se declaran cristianos (60 % católicos y 16 % evangélicos) mientras que un 24 % profesan otras religiones o no siguen ninguna. El porcentaje de cristianos es superior al total regional, donde son un 68 % (41 % católicos y 27 % evangélicos) y al nacional, con un 59 % (30 % católicos y 29 % evangélicos).
|      | Elecciones de 2013 al Bundestag Distribución de votos en Roetgen |            |
| Logo | Formación política                                               | % de votos |
|      | CDU – Unión Demócrata Cristiana                                  | 33,75 %    |
|      | SPD – Partido Socialdemócrata de Alemania                        | 23,57 %    |
|      | Alianza 90/Los Verdes                                            | 13,29 %    |
|      | Die Linke (La Izquierda)                                         | 8,27 %     |

Las familias con hijos representan el 48 %, más que el total regional del 41 %. Las familias monoparentales son el 10 %, algo inferior al regional del 12 %. Los hogares donde viven son de mayor tamaño que en el resto de la región: un 67 % tienen más de 100 mt2 y un 31 % son superiores a 140 mt2. Para el total de Renania del Norte, las viviendas de más de 100 mt2 son el 34 %, porcentaje que se reduce al 12 % para las mayores de 140mt2.
En cuanto a simpatías políticas para el total del municipio de Roetgen, en las elecciones nacionales del año 2013, la CDU (Unión Demócrata Cristiana) fue el partido más votado con un 33,75 % de los votos.

## Comunicaciones

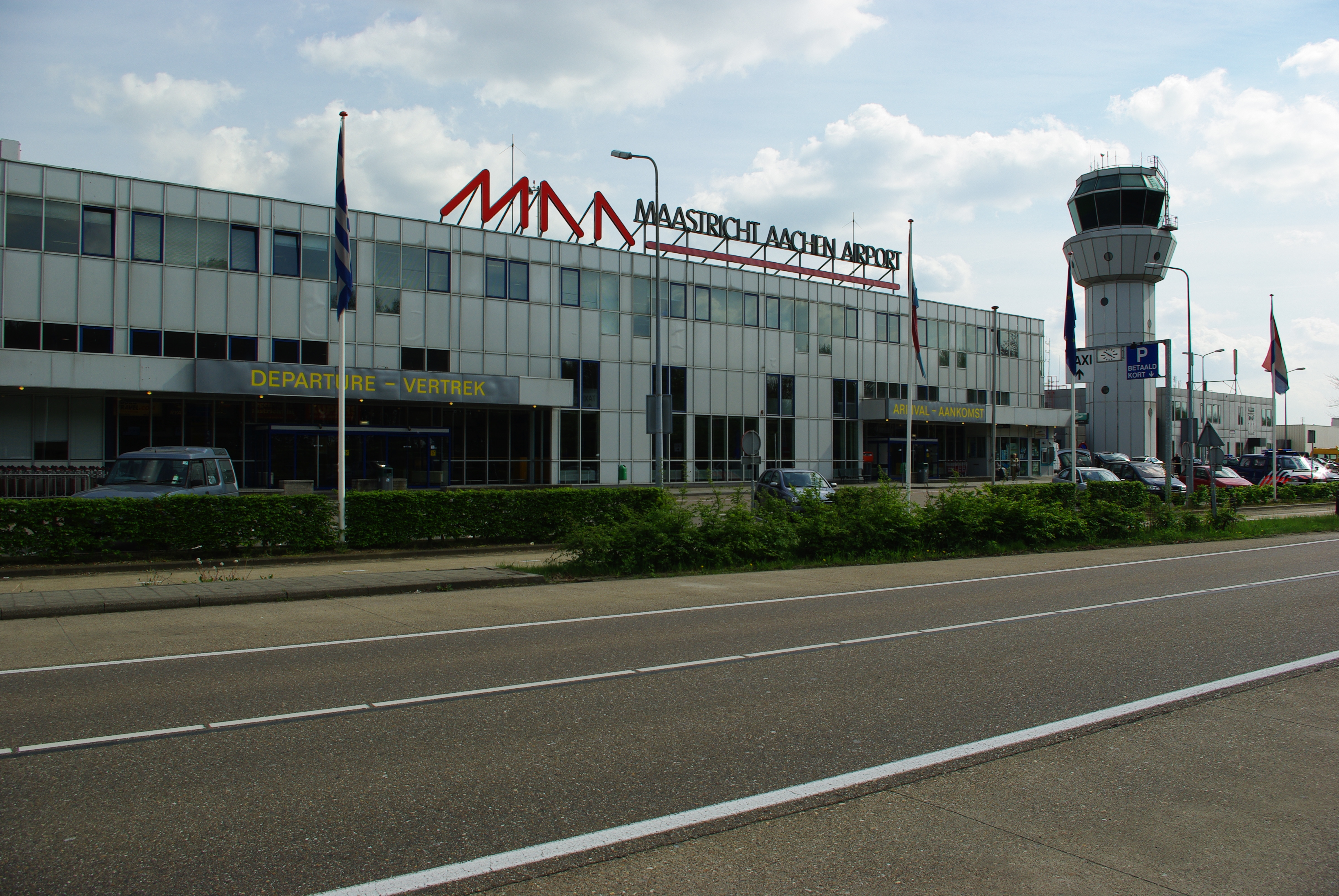
El aeropuerto de Maastricht Aquisgrán, a 60 km, es el más cercano a Rott.

Mulartshütte está atravesada de suroeste a noreste por la carretera L238 Zweifallerstrasse. En dirección suroeste, esta vía la conecta con la vecina Rott y la cabeza del municipio, Roetgen. La carretera Mulartshütter Strasse la conecta al norte con Venwegen y Kornelimünster mientras que hacia el sur la Hahner Strasse lo hace con Lammersdorf. 
No tiene comunicación por tren. Las estaciones más cercanas se sitúan en Breinig a 5 km y en Aquisgrán a 15 km. Existe una parada de autobús que permite comunicar, mediante este medio de transporte, con dichas estaciones y con las localidades vecinas.
Los aeropuertos más cercanos son Maastrich-Aquisgrán a unos 60 km, Colonia/Bonn a 91 km y Düsseldorf a 104 km.

## Economía
| Lugar de trabajo de los habitantes de Mulartshütte (2011)    | Personas | %      |
| ------------------------------------------------------------ | -------- | ------ |
| Habitantes que trabajan en la misma localidad                | 99       | 42,7 % |
| Habitantes que trabajan otras localidades                    | 126      | 54,3 % |
| Habitantes en situación de desempleo                         | 7        | 3 %    |
| Total población activa                                       | 232      | 100 %  |
|                                                              |          |        |
| Ocupación de los puestos de trabajo en Mulartshütte (2011)   | Puestos  | %      |
| Puestos ocupados por personas que viven en la localidad      | 99       | 69,7 % |
| Puestos ocupados por personas que viven en otras localidades | 43       | 30,3 % |
| Total puestos de trabajo                                     | 142      | 100 %  |

La población activa la componen 232 personas de las que un 54 % desarrollan su trabajo fuera de la localidad. Los puestos de trabajo, por su parte, son 142 de los que un 30 % son ocupados por personas que viven en otras localidades y acuden diariamente a Mulartshütte para trabajar. Esto es algo habitual en la región de Eifel, especialmente en el área norte donde dos tercios de los trabajadores se desplazan a otra población para desarrollar su labor.
Para el total del municipio de Roetgen, la población goza de un buen nivel económico en comparación con el resto del país. Los ingresos medios anuales de los habitantes obligados a pagar impuestos son de 44 189 euros, un 29 % superiores a la media de Alemania que se sitúa en 31 500 euros. La tasa media de impuestos que pagan es del  19,9 % mientras que promedio alemán es del 17,4 %.
En la localidad se encuentra un hotel situado en un edificio histórico y un amplio camping a los que pueden acudir los turistas que desean visitar la zona

## Infraestructuras sociales y asociaciones

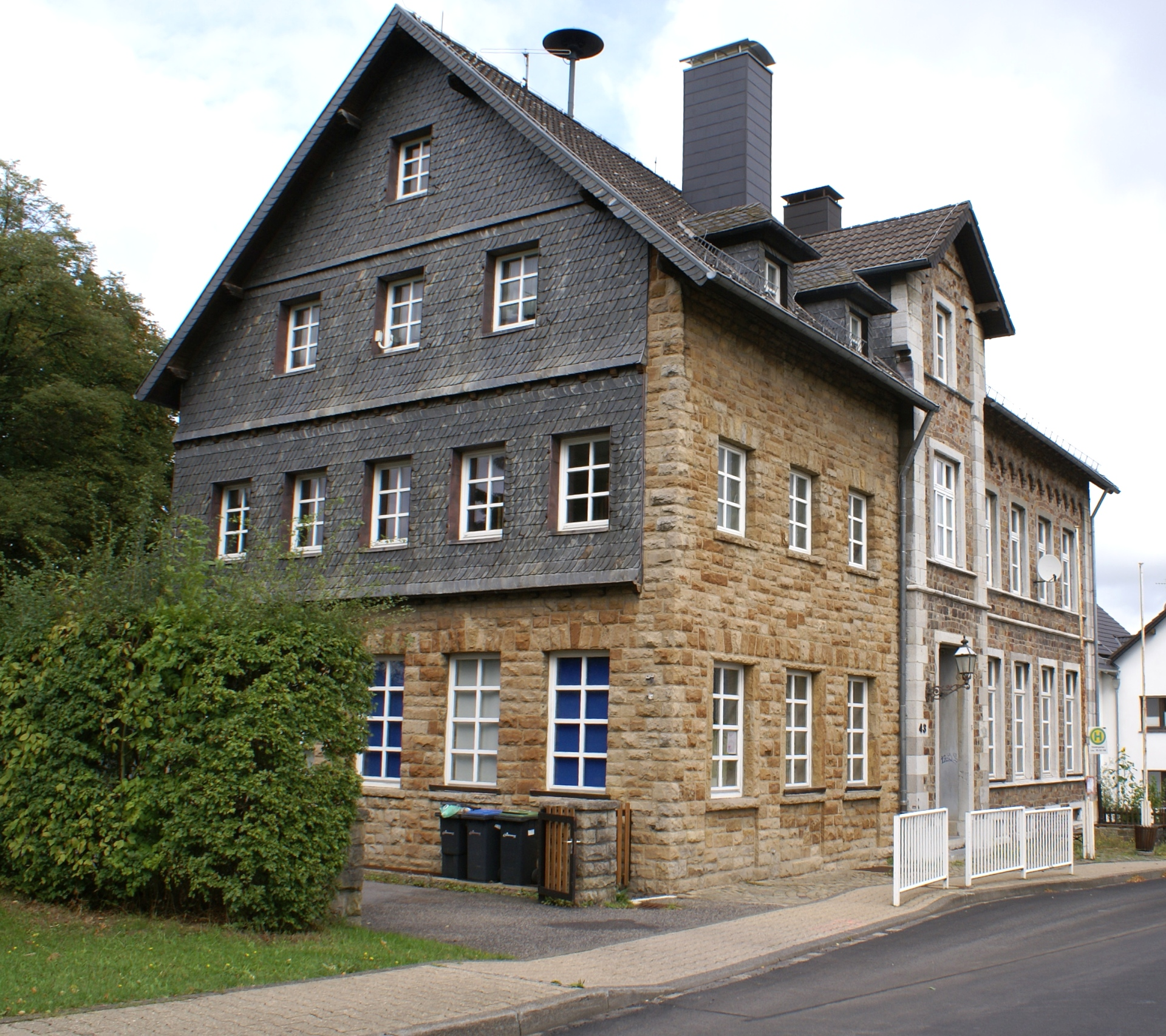
Guardería pública de Rott a la que pueden acudir los vecinos de Mulartshütte que necesiten su servicio.

Debido a su pequeño tamaño, la localidad carece de servicios los cuales son prestados en la cercana Rott, a escasos 2 km de distancia. Para la guardería pública los habitantes acuden a dicha población y para la educación primaria a Roetgen, la cabeza del municipio. En cuanto a la secundaría puede encontrar instituto en Monschau, a 20 km.
En el ámbito sanitario, los hospitales más próximos se sitúan en Simmerath y Aquisgrán a 13 y 18 km respectivamente. No cuenta con farmacia y para este servicio los habitantes tienen que acudir a Roetgen.
Mulartshütte no tiene comisaría de policía y la más cercana es la que hay en Roetgen que abre algunas horas los martes y jueves. La comisaría principal en la zona está situada en Stolberg a 12 km. Tampoco cuenta con equipo de bomberos y es atendida por la estación de voluntarios situada en Rott.
En el ámbito religioso, los que siguen la confesión católica disponen de la iglesia de St. Antonius en la citada Rott mientras que los de la evangélica tienen que trasladarse a Roetgen donde se erige una construida en 1782.
Buena parte de sus habitantes crearon en 1983 una asociación vecinal, la Bürgerverein Mulartshütte e.V. que cuenta con un local propio construido y financiado por las aportaciones de los socios. Además de lugar de reunión, se organizan en él varias actividades y ofrece un área de esparcimiento para los niños.

## Construcciones destacadas

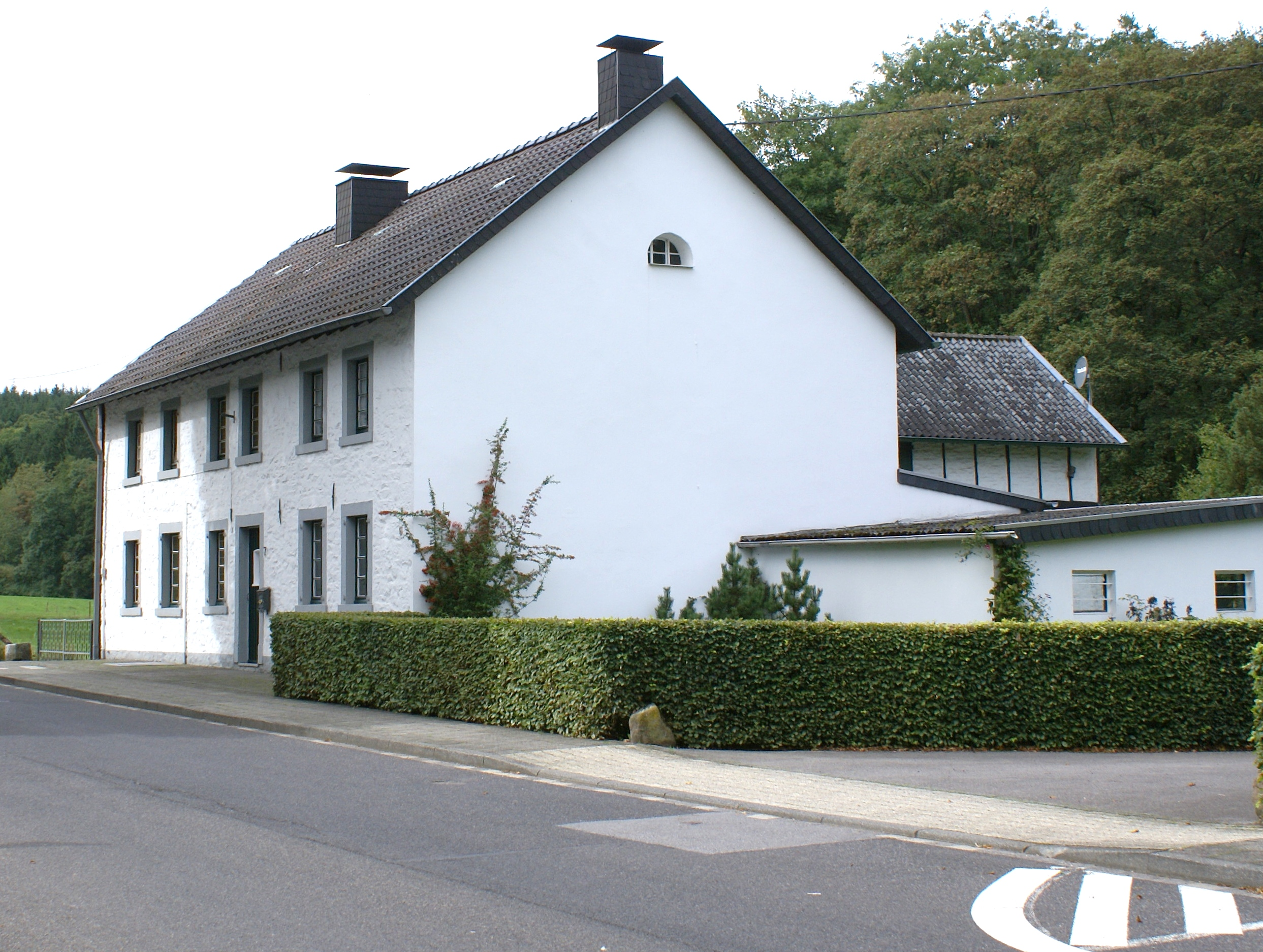
Granja del, hoy en día, uno de los elementos protegidos de la localidad.

Mulartshütte cuenta con quince construcciones o elementos señalados como Denkmal o protegidos. 
Estos elementos protegidos son principalmente viviendas y granjas: nueve situadas en la calle Zweifaller Straße que fueron construidas en los siglos XVII, XVIII y XIX así como cinco localizadas en la Hahner Straße, construidas en las mismas centurias. También goza de esta protección la denominada Wegekreuz (cruz de caminos) construida en 1849 y muy querida en la localidad. Cada año, el día de la Ascensión, se realiza una procesión que finaliza con una misa junto a esta cruz para posteriormente hacer una celebración en el local de la asociación vecinal. Por otro lado, en los fines de semana, los habitantes la decoran con velas encendidas.